# Große Krampe

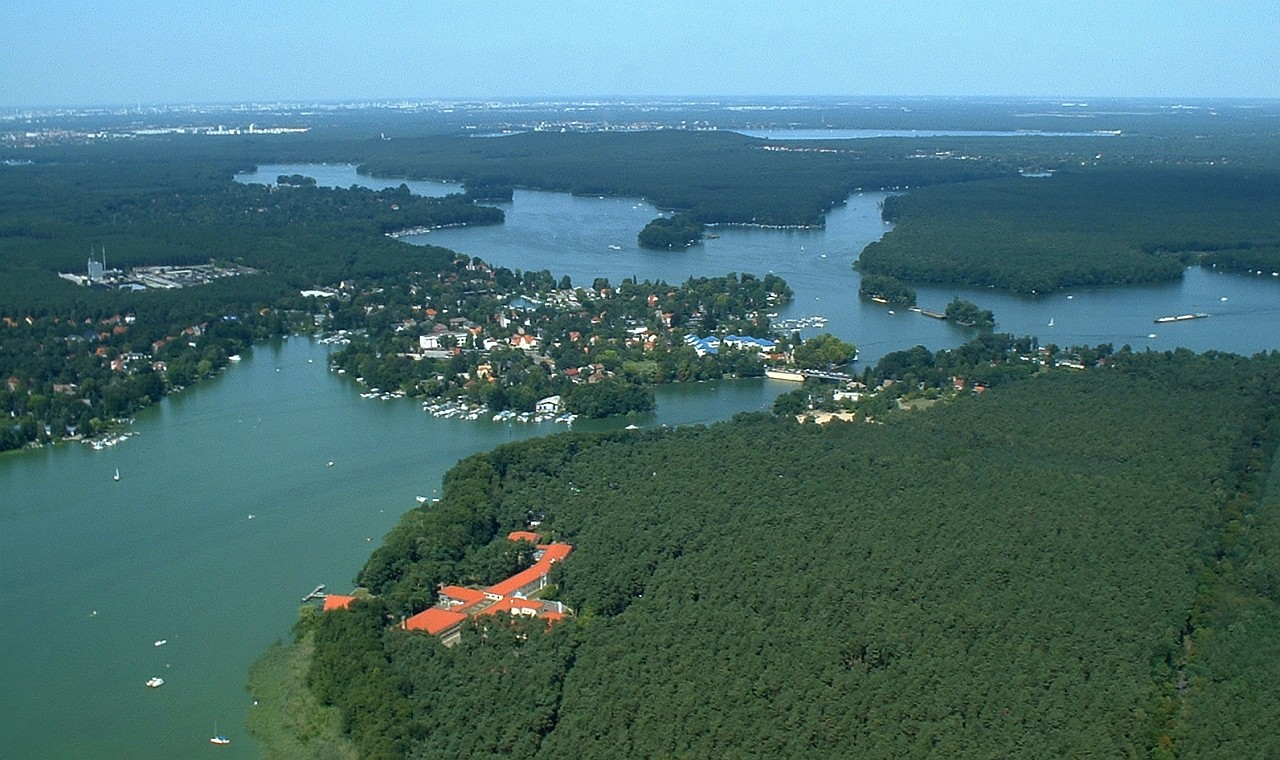
Schmöckwitzer Insel – links die Dahme, hinten die Große Krampe, rechts Seddinsee

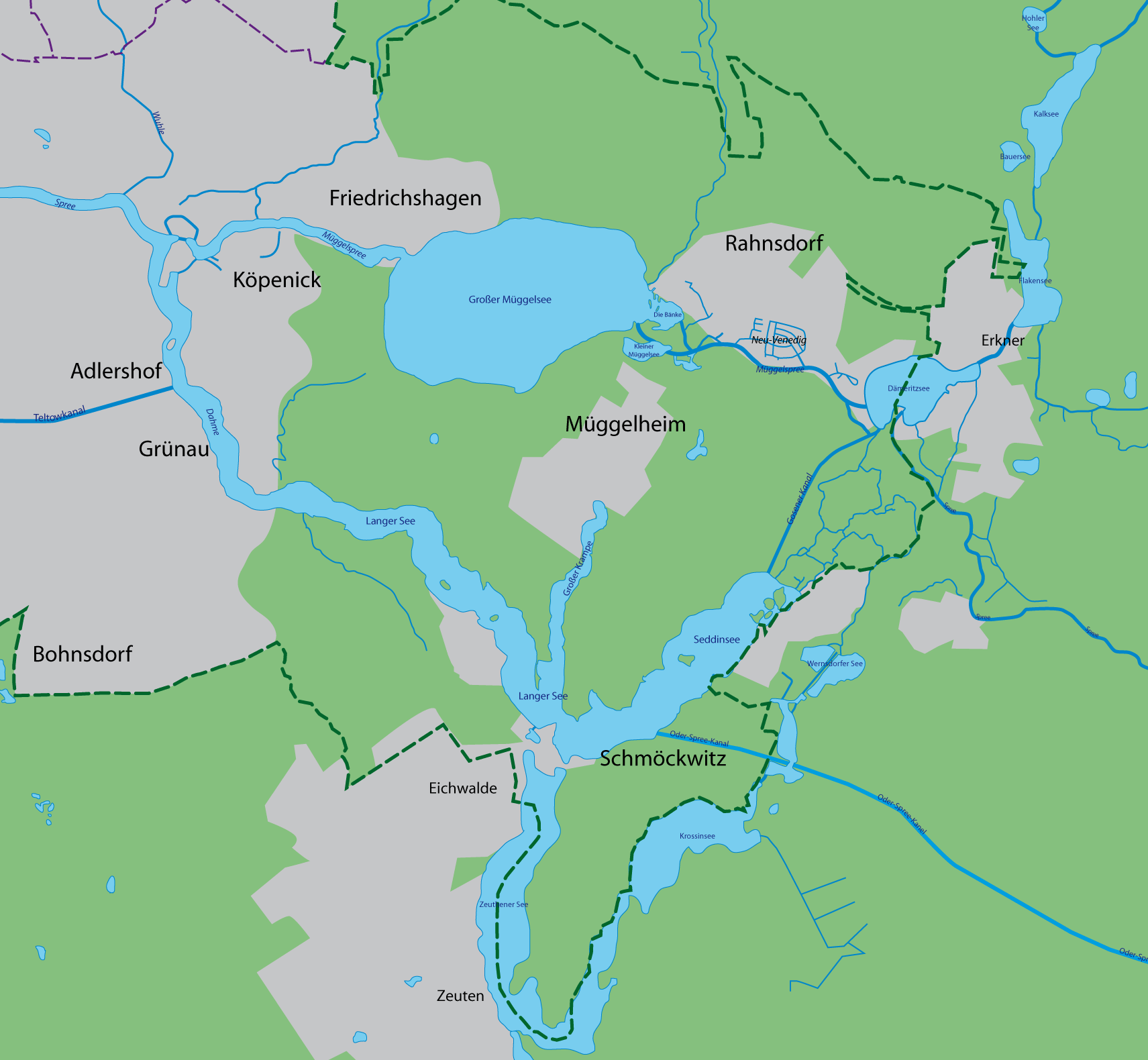
Lage der Großen Krampe im Südosten Berlins

Die Große Krampe ist eine lang gezogene Bucht (eigentlich eine Glaziale Rinne) der Dahme, eines Nebenflusses der Spree. Diese Bucht befindet sich in Berlin-Müggelheim im Bezirk Treptow-Köpenick von Berlin und erstreckt sich in Nord-Süd-Richtung über 3,26 Kilometer. Sie ist gut 100 Meter breit. Die Große Krampe (GKr) gehört zur Bundeswasserstraße Spree-Oder-Wasserstraße, für die das Wasserstraßen- und Schifffahrtsamt Spree-Havel zuständig ist, und zählt zu den sog. sonstigen Binnenwasserstraßen des Bundes. In der Sommersaison verkehrt die Fährlinie 21 der BVG zwischen Krampenburg und Schmöckwitz. Die Bucht ist auf beiden Seiten vom Köpenicker Forst umgeben. Neben der Großen Krampe gibt es auch eine Kleine Krampe als Bucht des Seddinsees, ebenfalls in Müggelheim.

## Zeltplatz Kuhle Wampe
Der Zeltplatz Kuhle Wampe an der Großen Krampe nimmt Bezug auf den Film Kuhle Wampe oder: Wem gehört die Welt? von 1932. Der gleichnamige Zeltplatz aus dem Film befand sich jedoch weiter nördlich am Großen Müggelsee.